# Схаген
Схаген (нидерл. Schagen) — город и община в Нидерландах. Расположен между Алкмаром и Ден-Хелдером в регионе Западная Фрисландия в провинции Северная Голландия. Получил статус города в 1415 году. В 2013 году община Схаген была объединена с общинами Зейпе и Харенкарспел. Вместе они сформировали новую общину, которую также называют Схаген.
До объединения в 2013 году община Схаген состояла только из города Схаген. Население по данным на 1 января 2007 года — 19 078 человек, площадь — 19,35 км², из них 18,85 км² составляла суша, плотность населения — 985,9 чел/км². После слияния на август 2013 года население общины Схаген — 46 087 человек, площадь — 186,97 км².
Имеется железнодорожная станция, путь на поезде от Амстердама займёт около часа.

## Галерея

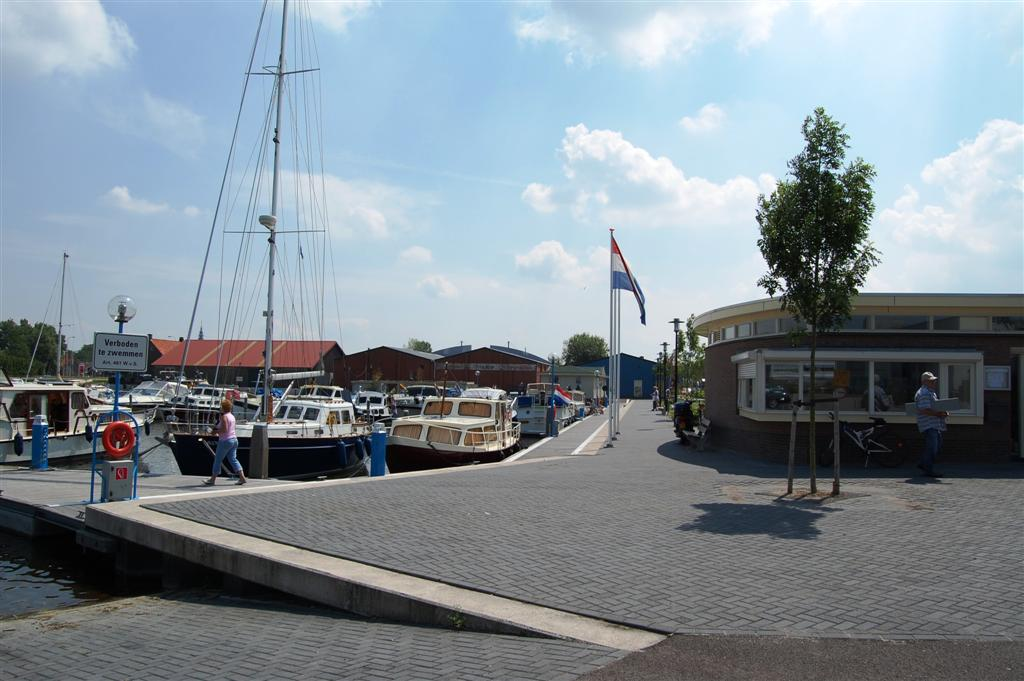
Яхт-клуб
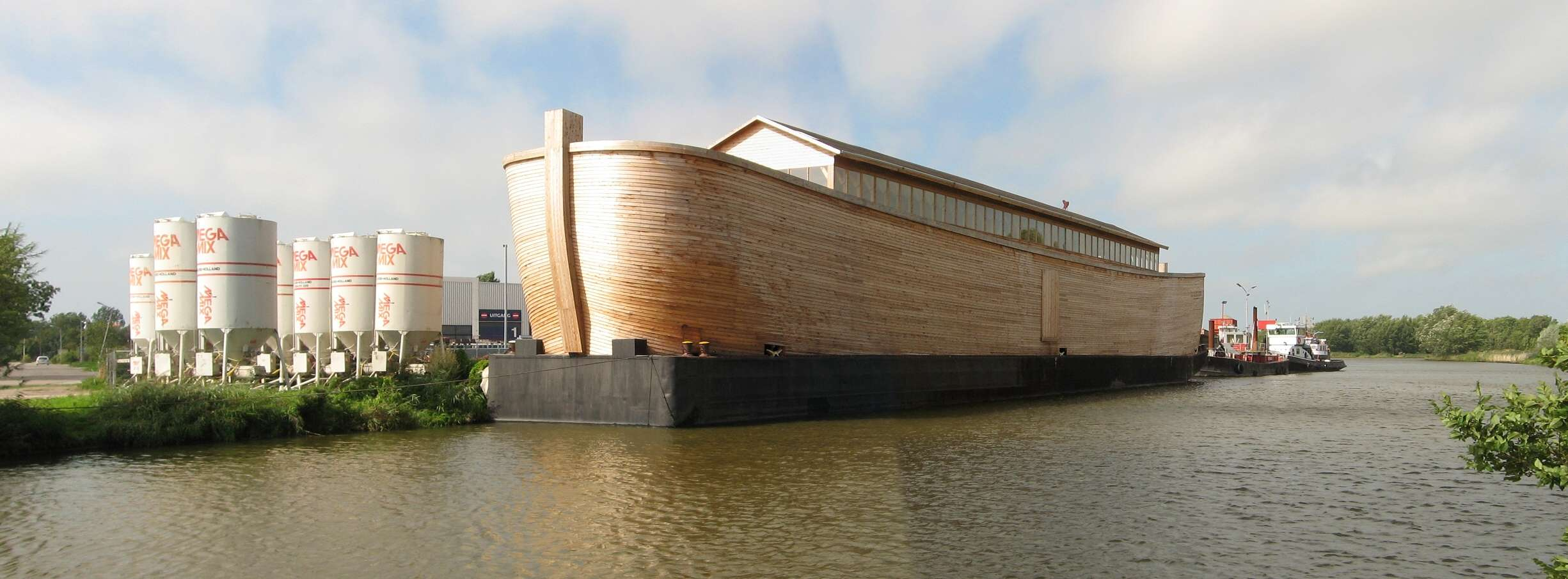
Арк ван Йохан (реконструкция Ноева ковчега в порту Схагена)
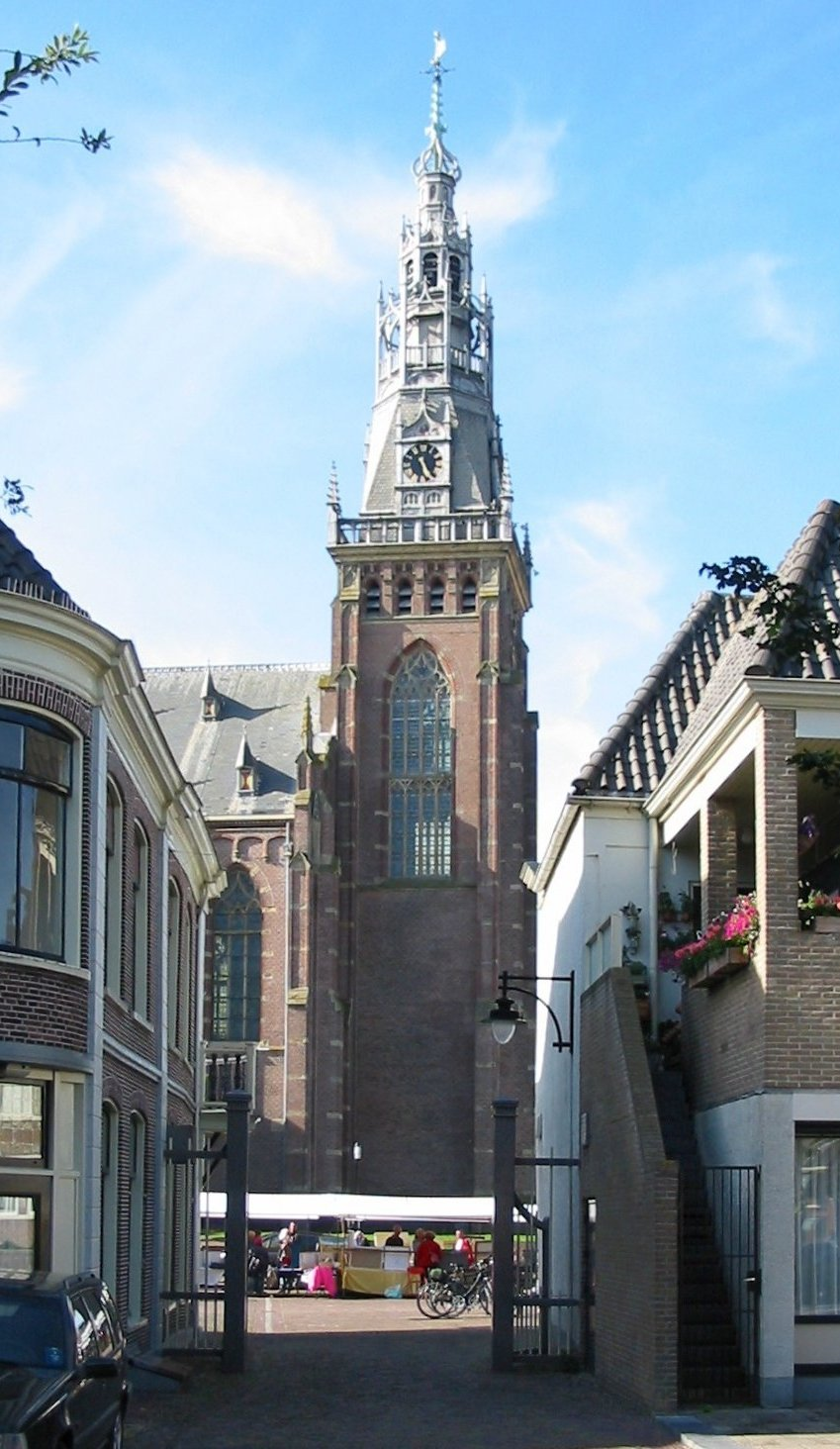
Церковь